# The Watermill
The Watermill ist ein Musikstück, das 1958 vom britischen Komponisten Ronald Binge veröffentlicht wurde.
The Watermill wurde ursprünglich für Oboe und Streichorchester geschrieben, es gibt aber auch eine Variante für Klarinette. Das populäre Stück wurde von der britischen Bevölkerung in die Auswahl der Hundred Best Tunes gewählt.

## Verwendung im Film
Elemente daraus wurden schon vorab in der Filmmusik der britischen Filmkomödie Our Girl Friday aus dem Jahr 1953 verwendet und 1975 war es als Titelmusik für die Fernsehadaption von The Secret Garden zu hören. 1982 wurde es als Titel- und Hintergrundmusik in der Radio-Comedyserie Brunswick Heads Revisited verwendet.